# Ablemma shimojanai
Ablemma shimojanai är en spindelart som först beskrevs av Komatsu 1968.  Ablemma shimojanai ingår i släktet Ablemma och familjen Tetrablemmidae. Inga underarter finns listade i Catalogue of Life.